# Partners, Am I Right?
«Partners, Am I Right?» (с англ. — «Партнёры, я права?») — четвёртый эпизод американского телесериала «Соколиный глаз», основанного на персонажах Marvel Comics Клинте Бартоне и Кейт Бишоп. В данном эпизоде Кейт узнаёт, кто был под маской Ронина, а в дальнейшем они с Клинтом Бартоном сталкиваются с Еленой Беловой, желающей убить Бартона из-за смерти Наташи Романофф. Действие эпизода происходит в медиафраншизе «Кинематографическая вселенная Marvel» (КВМ), и он напрямую связан с фильмами медиафраншизы. Сценарий написали Хизэр Куинн и Эрин Кансино, а режиссёром выступил дуэт Берт & Берти.
Джереми Реннер и Хейли Стайнфелд вновь исполняют соответствующие роли Клинта Бартона и Кейт Бишоп, главные роли также исполняют Вера Фармига, Тони Далтон, Фра Фи, Алекс Паунович, Пётр Адамчик, Линда Карделлини, Алаква Кокс, а также Флоренс Пью в роли Елены Беловой. Ава Руссо, Бен Сакамото и Кейд Вудворд вновь исполняют роли детей Бартона из предыдущих фильмов КВМ — Лайлы, Купера и Натаниэля, соответственно. Золотистый ретривер Джолт исполняет роль Лаки, Пицца-пса.
Съёмки проходили в Нью-Йорке, а дополнительные съёмки и озвучивание — в Атланте, штат Джорджия.
Эпизод «Partners, Am I Right?» вышел на Disney+ 8 декабря 2021 года.

## Сюжет
Джек угрожает Клинту Бартону мечом Ронина, однако приходит Элеонор и разряжает ситуацию. Кейт говорит Элеонор и Джеку, что работает с Клинтом. Когда тот собирается уходить, Элеонор настоятельно просит его не привлекать Кейт к расследованию. Уходя, Клинт незаметно забирает меч Ронина. Позже Элеонор связывается с неким человеком и сообщает о сложившейся ситуации.
С помощью своей жены Лоры Клинт выясняет, что генеральным директором Sloan Limited, подставной компании, отмывающей деньги для Мафии в трениках, является Джек Дюкейн. Кейт видит, что Джек и Элеонора счастливы, и устраивает Клинту рождественский киномарафон: они смотрят фильмы, наряжают ёлку, а также Клинт учит Кейт своему фирменному трюку с монеткой. Разговаривая с Бартоном, девушка делает вывод, что Ронином был именно Клинт. По просьбе Бартона Кейт отправляется к участникам полигонной ролевой игры и просит помощи в получении новых стрел.
Клинт выслеживает Кази и просит его отговорить Майю от охоты на Ронина, поскольку это навредит только ей. Лора сообщает Клинту, что часы «Rolex», украденные Мафией в трениках на подпольном аукционе, посылают GPS-сигнал из некой квартиры. Кейт и Клинт забирают стрелы и отправляются на место. Кейт проникает в квартиру, где её засекает световая сигнализация, и Клинт делает вывод, что это квартира Майи, которая к тому же ведёт записи о Бартоне и его семье. Внезапно Майя нападает на Кейт, а на крыше соседнего дома убийца в маске ночного видения атакует Клинта. Завязывается драка: Кейт ранит Майю и та убегает, а Клинт раскрывает личность убийцы в маске, которой оказывается Елена Белова. Не сумев убить Бартона, Елена также сбегает. Клинт, понимая всю серьёзность обострившейся ситуации, просит Кейт больше не участвовать в расследовании, поскольку для его нейтрализации послали не простого агента, а «Чёрную вдову».

## Реакция
На сайте-агрегаторе рецензий «Rotten Tomatoes» эпизод имеет рейтинг 100 % со средней оценкой 7,7 из 10 на основе 14 отзывов.
Мэтт Пёрслоу из IGN поставил серии оценку 8 из 10 и написал, что «„Соколиный Глаз“ на этой неделе предпринял правильные шаги по отношению к семье Кейт, связав сюжетную линию Джека непосредственно с ядром шоу». Кэролайн Сиде из The A.V. Club дала эпизоду оценку «B» и отметила, что серия «играет ключевую роль в первом сезоне „Соколиного глаза“», «укрепляя дружбу Кейт и Клинта». Кристен Говард из Den of Geek оценила эпизод в 3,5 звёзд из 5, подчеркнув, что «любой, кто надеялся на появление Уилсона Фиска в этой серии, несомненно, будет разочарован, обнаружив, что Кингпин не появился, но появилась Елена Белова». Росс Бонайме из Collider дал эпизоду оценку «A-» и написал, что «попытка Кейт Бишоп (Хейли Стайнфелд) спасти праздники», когда «она и Клинт Бартон (Джереми Реннер) выпивают много вина, смотрят рождественские фильмы и обсуждают плюсы и минусы стрел-бумерангов» — это «ядро того, что делает „Partners, Am I Right?“, возможно, лучшей серией „Соколиного глаза“».

## Комментарии
1. ↑  Посланная для убийства Бартона Валентиной Аллегрой де Фонтейн в сцене после титров фильма «Чёрная вдова» (2021).